# Gメン (漫画)
『Gメン』（ジーメン）は、小沢としおによる日本の漫画作品。『週刊少年チャンピオン』（秋田書店）にて、2014年52号から2018年18号まで連載された。2023年8月25日より実写映画版が公開された。

## ストーリー
門松勝太は彼女を作るために、周囲2キロメートル内に4つの女子高がある「卒業までの童貞喪失率120%」が噂される私立武華（たけはな）男子高校に転校してきた。
しかし、勝太の配属されたG組は学校内の「バカ」「オタク」「問題児」を集めたクラスで、制服（ネクタイの色など）も他の生徒と異なり、周囲の女子高からも相手にされないのだった。

## 登場人物
演の項は映画版のキャスト。

### 武華男子高校
以前は名のしれたヤンキー校だったが周囲に女子高が新設されるごとに入学希望者が増えていった。入学試験の学力順にA組からG組に分けたことで次第に進学校へと変貌しつつある。A組からF組は成績によって昇格、降格があるがG組のみは「肥溜め」とも評され、G組に降格されることはあるもののG組からの昇格は一切無い。校舎も傷んだ旧校舎であり、一般生徒の制服が青ネクタイなのに対し、G組は赤ネクタイと差別化がされている。また、このような待遇から一般生徒は「G組堕ち」を避けるよう学業に奮起している。

#### G組
門松 勝太（かどまつ しょうた）
演 - 岸優太
主人公。千葉県松怒から、女の子にモテたいがために転校してきたが、1年G組に編入される。性格は一本筋の通った性格をしており、曲がったことを嫌い、特に女性に手をあげる男等に関しては容赦がない。また、かなり惚れっぽい性格をしており幾度の女性と仲良くなるが何かしらの理由により恋人までの関係に発展することがほとんど無い。しかし最終的にはレイナと結ばれる。
喧嘩の腕っ節もかなり強く、その外見から想像できないほど1発1発の拳が重いと評され、幾多の相手に勝利を収めてる。その真っ直ぐな性格によりG組の同級生からは全幅の信頼を寄せられ、勝太に何かあったら許さないとまで言われるほど友好な関係を築く。
瀬名 拓美（せな たくみ）
演 - 竜星涼
「武華のプリンス」の異名をとる美男子。登場時はA組。八代の奸計で勝太が女生徒を殴ったと思い込んでタイマンを張るが、誤解が解けた後は勝太らと友情が芽生え、望んで「G組堕ち」してきた。
担任の瞳に恋する。
梅田 真大（うめだ まさひろ）
演 - 森本慎太郎
1年G組。サングラスを着用し、髭を生やした男子生徒。年齢より老けた外見。1話で転校してきた勝太を職員室からG組へと迎えに来た。
肝田 茂樹（きもた しげき）
演 - 矢本悠馬
1年G組。眼鏡を着用し、後ろ髪を伸ばした太った男子生徒。オタクだが社交的で、G組のヤンキーたちとも仲が良い。
元日本童貞連盟会長、110話にて童貞を捨て、勝太に会長を譲る。
薙 竜二（なぎ りゅうじ）
演 - りんたろー。
1年G組。左頬に傷のあるヤンキー。クラス一の武闘派。口癖は「戦争じゃー！」。
大瀧 篤史（おおたき あつし）
勝太たちの二学年下。大柄で喧嘩も強い。Gメンに憧れて入学するが、Gメンが消滅していたことを知り落胆する。

#### Gメン
武華男子高校の不良が集まるG組の中で最強のグループ。学年関係なく喧嘩の強さと先代からの承認でメンバーが決定される。武華絡みの大きなもめごとがあった時、その解決のために行動する。しかし、昨今は武華の周りに女子高ができたことで他校との喧嘩が減ったため、その存在感は薄れつつあり半ば都市伝説化している。
伊達 薫（だて かおる）
演 - 高良健吾
2年G組。空手の達人で3年からも敬語を使われる実力者であり、校内でも知られるゲイ。一本気な勝太を気に入り、バイクでタンデムしたり一緒にラーメンを食べたりした後に告白するが、偏見も無い勝太の「薫君のことは好きだが、女の子のほうがもっと好き」という答えに保留状態のままの関係を続ける。
八神 紅一（やがみ こういち）
演 - 田中圭
3年G組。Gメン代表。リーゼントヘアーのホスト然としたイケメンで腕っぷしも強く、伊達曰く「オレよりちょっとだけ強ぇ」。留年して再度3年G組になった。
沢田 英二（さわだ えいじ）
3年G組。長渕剛のような容姿をしており、ブルースハープを得意とする。抜けた発言の多い八神に対しツッコミ役に回ることが多い。勝太曰く「長渕のパチモン」。姉がいる。松怒クロスボーンの一件で勝太を救おうと姉から車を借りて他のGメンともども駆けつけるが、運転していた八神が車をぶつけてしまったため、自宅では連日姉から責められているらしい。八神と共に留年して再度3年G組となった。
日向 誠（ひなた まこと）
3年G組。八神、沢田よりも先に卒業した。
千歳 蓮（ちとせ れん）
3年G組。八神、沢田よりも先に卒業した。
六条 陸（ろくじょう りく）
3年G組。八神、沢田よりも先に卒業した。

#### その他の生徒
八代 省吾（やしろ しょうご）
演 - 奥野壮
武華の生徒。兄が表向きの武華の頭であるため、その威光を盾に好き放題やっている。勝太に殴り飛ばされたことで彼らを逆恨みし、報復を仕掛けるが失敗に終わった。
木場（きば）
2年の頭。女性にも平気で手を上げる卑劣漢で、葉山優菜を使って勝太と拓美を潰そうとするが返り討ちに遭い、事件後は余罪も発覚して退学処分となった。
八代（兄）
演 - 吉村界人
武華の表向きの頭。弟が勝太にやられたことでエイトボールを使って報復を仕掛けるが、伊達によって手を引かされた。実写映画での名前は「八代 勇一」。
須田（すだ）
勝太たちの一学年下のG組の頭。真柚と別れて傷心だった勝太をバカにするが、激怒した彼にぶちのめされた。その後は篤史にも敗れてボンタンを奪われた模様。

#### 教員
雨宮 瞳（あまみや ひとみ）
演 - 吉岡里帆
G組担任の若い女性教師。学年主任のアプローチをかわし続けたため、G組の担任にさせられた。

### 不良チーム

#### 松怒クロスボーン
松怒（まつど）にある喧嘩チーム。武華に転校する前の勝太も過去に所属していた。メンバーの竹内がヤクザ絡みの仕事を持ち込むようになり、近年は半グレ化している。現在の所属メンバーは5人だが、駿と克己以外の3人の名前は本編中では明かされていない。
烏丸 駿（からすま しゅん）
クロスボーンのリーダー。ロン毛と顎髭がトレードマーク。不良に絡まれていた中学生時代の勝太を助けたことで友達となり、その後チームに加わった勝太に喧嘩の手ほどきを行い、弟のようにかわいがっていた。妹のカナ共々、親からネグレクトを受けており、二人の生活費およびカナの学費を稼ぐために複数のバイトを掛け持ちし汲々とした生活を送っていた。しかしメンバーの克己が割のいい仕事を持ってくるようになり、薄々ヤクザ絡みの案件と気付きつつも金のためその仕事をこなすようになっていった。それを止めようとした勝太とは行き違いから仲違いし、克己の嘘から勝太を裏切り者と信じていた。克己に刺された勝太が病院から退院後に黙って姿を消したためその足取りを追って武華高校に現れる。過去の清算を勝太に促すが拒絶されたため、薙をリンチして勝太を廃車置き場に誘い出し、腕力で強引に吸収したエイトボール他の近隣のチームを従えて集団で待ち伏せるも、G組の仲間たちの善戦やGメンの乱入によって勝太との対マンに持ち込まれる。対マンで勝太に敗れた後、勝太を信じれなかったことを悔い涙を流す。またヤバイ仕事から足を洗うと誓い、克己を除く他のメンバー共々警察に自首した。

#### 天王会
武華の近所を縄張りとする不良チームの中でも特に危険なチーム。元々は武華の精鋭として知られていたGメンに対抗するため、複数の高校が徒党を組んだことが始まりだったが、現在はタチの悪い半グレ集団となっている。
加藤 侠介（かとう きょうすけ）
演 - 尾上松也
天王会の頭。チーム内でも随一の凶暴性を持ち、部下からは非常に恐れられている。頭部に大きな傷が残っているが、これはかつて八神の先輩を歩行不能なほどに痛めつけた報復として八神に頭を割られたことによるもの。
工藤（くどう）
天王会の頭代行。加藤には頭が上がらない。
後藤（ごとう）
天王会のメンバー。

#### 黒天使
多摩のレディースチーム。喧嘩ではなく楽しく走ることに重きを置いている。
上城 レイナ（かみじょう レイナ）
演 - 恒松祐里
黒天使総長。天王会と渡り合った勝太の噂を聞いて接触してきた。強気に振る舞っているが、実は恋愛に対して奥手。勝太に好意を抱くようになる。
チーコ
演 - 小野花梨
黒天使メンバー。男女関係にだらしない。

#### サドンデス
勝太と因縁のある克己が結成したチーム。天王会など複数のチームを吸収して勢力を拡大している。

#### エイトボール
武華の近所を縄張りとする不良チームの一つ。
ジュン
エイトボールの頭。八代（兄）の要請で勝太を襲うが、突如現れた伊達にハイキック一発で倒された。その後も簡単に倒されるなどいいところがない。

#### ネイション
武華の近所を縄張りとする不良チームの一つ。
土井（どい）
ネイションの頭。小柄で肥満体型。喧嘩の実力はイマイチ。初登場時はクロスボーンに吸収されたチームの一つとして勝太と敵対するが、後に失恋した勝太から帽子を貰ったことで仲良くなり、それ以来は勝太の兄弟分を自称する。勝太からは煙たがられている節もあるが、天王会の情報を教えたり脱出を手助けしたりするなど随所で彼らのピンチを救っている。22歳で定職にも就かずブラブラしているが、「D.O.I」としてラッパーの夢を追いかけており、当初は大勢の前でラップを披露することを恥ずかしがっていたが、勝太たちの協力で克服する。

### 近隣の高校

#### 牡丹女子高校
武華の近所にある女子高で、リサなどが通っている。チェックのネクタイが特徴で、ギャル系の女子が多い。
堂上 リサ（どうがみ リサ）
演 - 大山実音
牡丹女子の生徒。拓美の親衛隊長のようなポジションで、肥満体型と鼻毛が特徴のため容姿はお世辞にも美しいとは言えないが、痩せると美人になる。父親似で双子の妹がいる。常にマイチューブを持ち歩くほどマヨネーズ好きで、餃子の大食い記録保持者でもある。当初は勝太のことをぞんざいに扱っていたが、本質的には気さくで世話好きな性格であり、一時は勝太に恋をするなど仲良くなる。

#### 白桜学園
武華の近所にある女子高。セーラー服が特徴で、高い偏差値を誇るお嬢様学校。
里中 唯（さとなか ゆい）
演 - 河村花
白桜学園の生徒。特技は水泳とテニス、趣味は音楽鑑賞、好きな食べ物はブロッコリーとイチゴ（肝田調べ）。八代たちに絡まれているところを勝太に助けられたが、勝太をストーカーと勘違いして去っていった。
堂上 あずさ（どうがみ あずさ）
白桜学園の生徒で、リサの双子の妹。母親似で、リサとは対照的に清楚な美人。

#### 菫女子高校
武華の近所にある女子高。チェックのリボンが特徴で、全体的にスポーツが盛ん。
葉山 優菜（はやま ゆうな）
演 - 榊原有那
菫女子の生徒。たまたま勝太と知り合うが、実は武華2年の頭・木場からDVを受けており、勝太と拓美を潰すために脅されて近づいていた。しかし、それでも勝太は気丈に振る舞い、事件後は勝太に好意を抱くものの、自分にその資格はないとして身を引いた。
真中 理子（まなか りこ）
菫女子の生徒。強豪で知られる菫女子のソフトボールで1年時からレギュラーを任されている実力の持ち主。たまたまバッティングセンターに来ていた勝太と知り合うが、実はレギュラーを外されて自暴自棄になっていた。しかし、勝太の言葉で立ち直り、感謝を述べて練習の日々に戻った。
藤本 ミナ（ふじもと ミナ）
菫女子の生徒。拓美、梅田とは同じ中学であり、特に梅田とは幼馴染。昔から梅田に好意を抱いているが、当の梅田は鈍感なため気づいていない。

#### 向日葵看護女学院
武華の近所にある女子高。ジャンパースカートが特徴で、看護師を目指す生徒が通っている。
小宮 芽衣（こみや めい）
向日葵看護女学院の生徒。童顔とGカップの巨乳の持ち主。八代との小競り合いを終えた勝太と知り合い仲を深めていくが、実は単なる傷フェチであり、勝太に近づいた理由も彼が怪我していたからであった。そのため、勝太の傷が治ると同時に疎遠になった。

#### 叶東高校
大吾や麻央が通う高校。
朝倉 大吾（あさくら だいご）
勝太の同学年。喧嘩も強く、勝太とある程度なら互角に渡り合える。犬嫌い。
篠原 麻央（しのはら まお）
大吾に好意を抱かれている。犬好き。
菅（すが）
大吾の友人。
松永（まつなが）
演 - 後藤剛範
3年で天王会のメンバー。大吾をしつこく勧誘する。

### 家族関係
門松 奈々美（かどまつ ななみ）
勝太の妹。容姿端麗だが、ペットをダシに出会いを求めたり自身に干渉気味な兄を煙たがっている節がある。
マルちゃん
門松家のペット。勝太を下に見ている。
肝田の家族
弟と祖母がいる。
梅田の家族
母と祖母がおり、祖母はスナックを経営している。
梅田 ヒロキ（うめだ ヒロキ）
梅田の生き別れた兄。幼少期から母や弟と共に父親から暴力を受けており、母が逃げ出す決意をしたが、タイミングが悪く取り残されてしまい、激しい恨みを抱いている。その後は自身と同じく親に捨てられた人間を集めて「金狼会」を結成している。

### その他
烏丸 カナ（からすま カナ）
烏丸駿の妹。兄共々、親からネグレクトされている。親から学費をもらっていないため高校進学が危ぶまれていたが兄・駿が費用を工面したことで私立の高校に無事進学していた。克己の斡旋する仕事をするようになってから駿がバイトを全て辞めてしまったため、怪しい仕事なのではと勝太に相談していた。廃車置き場での一件の後、改心した駿から事のいきさつを聞かされる。勝太に電話で駿が警察に自首しに行ったこと、そして学費の安い県立高校へ編入してバイトで兄を支えると告げ、「前のお兄ちゃんに戻ってくれそうで、それが一番嬉しい」と勝太に感謝の言葉を伝える。
佐藤 香（さとう かおり）
勝太たちがクリスマスにバイトしたカフェの先輩。彼氏の浮気で別れており、勝太からは好意を持たれるも、実は浮気と思い込んでいただけであったことが判明し、彼氏と復縁した。
高見 真柚（たかみ まゆ）
勝太がたまたま訪れたコンビニの店員。母親が病弱かつ実家が貧乏なため、昼間は働いて夜は定時制の高校に通っている。勝太にチンピラから助けられたことで関わり、互いに好意を抱くようになるが、生活のために祖父のいる北海道へ行くこととなり、勝太に別れを切り出せずにいた。それでも最後の時間を共に過ごそうとしていたが、勝太が件のチンピラに絡まれたため顔を合わせることなく別れることとなってしまい、この一件は勝太に暗い影を落とした。
ちひろ
勝太たちが海でバイトした時に出会った幽霊。妻子ある男に騙されて自殺しており、肝田をあの世に連れて行こうとしたが、肝田の言葉を聞いて身を引いた。

## 書誌情報
- 小沢としお『Gメン』 秋田書店〈少年チャンピオン・コミックス〉、全18巻
  1. 2015年4月8日発売[12]、ISBN 978-4-253-22531-1
  2. 2015年6月8日発売[13]、ISBN 978-4-253-22532-8
  3. 2015年8月7日発売[14]、ISBN 978-4-253-22533-5
  4. 2015年10月8日発売[15]、ISBN 978-4-253-22534-2
  5. 2016年1月8日発売[16]、ISBN 978-4-253-22535-9
  6. 2016年3月8日発売[17]、ISBN 978-4-253-22536-6
  7. 2016年6月8日発売[18]、ISBN 978-4-253-22537-3
  8. 2016年8月8日発売[19]、ISBN 978-4-253-22538-0
  9. 2016年10月7日発売[20]、ISBN 978-4-253-22539-7
  10. 2016年12月8日発売[21]、ISBN 978-4-253-22540-3
  11. 2017年3月8日発売[22]、ISBN 978-4-253-22806-0
  12. 2017年5月8日発売[23]、ISBN 978-4-253-22807-7
  13. 2017年7月7日発売[24]、ISBN 978-4-253-22808-4
  14. 2017年9月7日発売[25]、ISBN 978-4-253-22809-1
  15. 2017年12月8日発売[26]、ISBN 978-4-253-22810-7
  16. 2018年2月8日発売[27]、ISBN 978-4-253-22811-4
  17. 2018年4月6日発売[28]、ISBN 978-4-253-22812-1
  18. 2018年5月8日発売[29][30]、ISBN 978-4-253-22813-8

## 映画
2023年8月25日に公開された。監督は瑠東東一郎、主演は本作が映画初主演となる岸優太。日刊スポーツ映画大賞・石原裕次郎賞「ファンが選ぶ最高作品賞」受賞作品。
当初は2022年秋に公開予定だったが、新型コロナウイルスの感染者の発生で制作スケジュールに影響が出たことや、制作過程で追加の撮影が必要となったために公開が延期された。

### キャスト
門松勝太
演 - 岸優太
瀬名拓美
演 - 竜星涼
上城レイナ
演 - 恒松祐里
肝田茂樹
演 - 矢本悠馬
梅田真大
演 - 森本慎太郎
薙竜二
演 - りんたろー。
雨宮瞳
演 - 吉岡里帆
伊達薫
演 - 高良健吾
加藤侠介
演 - 尾上松也
八神紅一
演 - 田中圭
チーコ
演 - 小野花梨
八代勇一
演 - 吉村界人
渡辺
演 - 星田英利
学年主任。
友則
演 - 落合モトキ
瞳の元カレでDV男。
松永
演 - 後藤剛範
桜井稜
演 - 大東駿介
Gメンの元メンバー。
ナオ姉
演 - 今村美乃
多摩黒天使メンバー。
八代省吾
演 - 奥野壮
難破剛
演 - 間宮祥太朗
勝太と出会う男。
ノボル
演 - 兼近大樹
チーコをナンパするチャラ男。
稲村、山口
演 - 中村祐志、渡部龍平
天王会幹部。
高川、山岸
演 - 黒石高大、酒井靖史
友則が連れて来た半グレ。
秋山、相場
演 - 木村文哉、山本耕大
公園で伊達と勝太に絡んできた　天王会の不良。
体育教師
演 - 軍司眞人
武華男子高校。
女子高生
演 - 黒崎レイナ、吉村優花
梅田たちがナンパする女子高生。

### スタッフ
- 原作：小沢としお『Gメン』（秋田書店『少年チャンピオン・コミックス』刊）[4]
- 監督：瑠東東一郎
- 脚本：加藤正人、丸尾丸一郎[32]
- 音楽：瀬川英史
- 主題歌：ザ・クロマニヨンズ「ランラン」（HAPPYSONG RECORDS / Sony Music Labels Inc.）[41]
- 製作：手塚治、藤島ジュリーK.、沢考史、小林敏之、竹澤浩、奥村景二
- エグゼクティブプロデューサー：柳迫成彦、谷口毅志
- プロデューサー：峠本悠悟[4]
- キャスティングプロデューサー：福岡康裕
- 音楽プロデューサー：津島玄一
- プロダクションマネージャー：杉崎隆行
- 宣伝プロデューサー：田口和也
- 撮影：髙野学
- 映像：高梨剣
- 美術：平井淳郎
- 装飾：大谷直樹、武田俊介
- 照明：北條誠
- 録音：池谷鉄兵
- 編集：神崎亜耶
- VFXスーパーバイザー：鎌田康介
- 選曲：谷口広紀
- 音響効果：赤澤勇二
- スクリプター：河野友里恵
- スタントコーディネーター：富田稔
- 助監督：松下敏也
- 俳優担当：林まゆみ
- 制作担当：篠崎泰輔
- ラインプロデューサー：曽根晋
- プロダクション統括：木次谷良助
- 配給：東映
- 制作プロダクション：東映東京撮影所
- 製作：「Gメン」製作委員会（東映、ジェイ・ストーム、秋田書店、TCエンタテインメント、KDDI、日本出版販売）

### 公開
公開後の2023年8月28日に発表された週末興行成績ランキングでは動員14万9900人・興収2億1000万円を稼ぎ出し、初登場第2位を獲得した。